# 居力很镇
居力很镇，是中华人民共和国内蒙古自治区兴安盟科尔沁右翼前旗下辖的一个乡镇级行政单位。

## 行政区划
居力很镇下辖以下地区：
前进社区、靠山社区、桥头社区、红发村、红心村、红旗村、永兴村、前进村、万宝村、兴隆村、幸福路村、西沟村、红忠村、南沟村、红十月村、红峰村、巨心村和靠山村。